# 加爾文大學
加爾文大學（韩语：／ Kalbin Daehakgyo */?）是韓國的一所長老教會私立大學，位於京畿道龍仁市。

## 歷史
1954年，大韓耶穌長老教會在首爾市龍山區設立夜間神學院。1959年，神學院被臨時廢校，於1962年改稱為加爾文神學校，以紀念長老會的加爾文主義的創立人约翰·加尔文。1976年，學校成為一家四年制的大學學院。現今位在龍仁市的校舍於1980年購置。1989年設立宣教研究院。1997年，以「加爾文大學」的名義開校，並於1999年開設研究院。

## 開設學系
- 神學系 (신학부)
- 牧會秘書學系(목회비서학과)
- 兒童保育學系(아동보육학과)
- 敎會音樂系(교회음악과)
- 實用音樂系(실용음악과)

### 研究所
- 一般大学院
  - 神学科
- 神学大学院
  - 牧会学
- 説教大学院
  - 神学科

## 学術交流協定

### 美國
- 北帕克大學
- 拜歐拉大學

### 加拿大
- 普羅維登斯大學學院暨神學院（英语：Providence University College and Theological Seminary）

### 菲律賓
- 西利曼大學（英语：Silliman University）

### 南非
- 自由州大學（英语：University of the Free State）

## 外部連結
- 加爾文大學網址（页面存档备份，存于）